# Saint Rebel
Saint Rebel er et dansk hard rockband dannet i København. Deres debutalbum The Battle Of Sinners And Saints udkom i foråret 2012. Bandets seneste udgivelse, selvbetitlede Saint Rebel, udkom i Danmark i september 2014, og i resten af verden i starten af 2015.
Saint Rebel spillede deres sidste koncert d.2. oktober 2015 på Paramount i Roskilde, hvilket var præcis samme sted de spillede deres allerførste koncert 10 år før.

## Historie
Bandet blev dannet i København af de fem musikere Jonas Kaas, Mark Francisco Ramirez, Jesper Riis Kjærsgaard, Martin Højfeldt og Allan Blumensen under navnet KoLeN'. Senere skifter bandet navn til Saint Rebel og Mark Francisco Ramirez forlader bandet til fordel for Lasse Hansen.

### The Battle of Sinners And Saints
Saint Rebel udkom i marts 2012 med debutalbummet The Battle of Sinners And Saints på pladeselskabet Target Records' hard rock label "Mighty Music". Release-festen blev afholdt ved en udsolgt koncert på Bremen Teater. Albummet blev godt modtaget af anmelderne. BTs anmelder Steffen Jungersen beskrev det som "klassisk gadekøter rock’n’roll", og kvitterede med fire ud af seks stjerner. Gaffas Keld Rud belønnede med samme antal stjerner.  Albummet blev som eneste debut også nomineret til GAFFA-Prisen 2012 i kategorien "Årets danske hard rock udgivelse". The Battle of Sinners And Saints udkom også i Europa og USA, hvor det i USA nåede en placering som nummer 28 på den amerikanske iTunes Metal chart Top 100. Ligeledes blev numre fra albummet spillet på radiostationer i det meste af verden.
Som opfølgning på debutalbummet drog Saint Rebel på en større turné i Skandinavien, der blev afsluttet med en udsolgt koncert den 20. marts 2013 på det københavnske spillested Lille VEGA. Bandet spillede efterfølgende flere koncerter på en turné i USA.

### AlbummetSaint Rebel
Fra december 2013 til maj 2014 var Saint Rebel i studiet for at indspille deres andet album. Dette udkom med 12 numre i Danmark den 29. september 2014 med titlen Saint Rebel. Albummet blev ligesom forgængeren nomineret til GAFFA-Prisen som "Årets danske hard rock udgivelse". I midten af januar 2015 udkom det i Europa og USA. 

## Medlemmer
Bandet har består af:
- Jonas Kaas - vokal
- Lasse Hansen - bas
- Jesper Riis Kjærsgaard - trommer
- Martin Højfeldt - guitar
- Allan Blumensen - guitar (The Battle Of Sinners And Saints)
- Jakob Poppelvig - guitar (Saint Rebel)

## Diskografi

### Albummer
| År                                                       | Album                            | Højeste placering | Certificering |
| År                                                       | Album                            | Danmark           | Certificering |
| -------------------------------------------------------- | -------------------------------- | ----------------- | ------------- |
| 2012                                                     | The Battle Of Sinners And Saints | —                 |               |
| 2014                                                     | Saint Rebel                      | —                 |               |
| "—" markerer en udgivelse der ikke opnåede en placering. |                                  |                   |               |